# Kosmos 2434
Kosmos 2434, ruski navigacijski satelit (globalno pozicioniranje) iz programa Kosmos. Vrste je GLONASS-M (Glonass br. 721, Uragan M br. 721). 
Lansiran je 25. prosinca 2007. godine u 19:32 s kozmodroma Bajkonura (Tjuratam) u Kazahstanu. Lansiran je u srednje visoku orbitu oko planeta Zemlje raketom nosačem Proton-K/DM-2 8K72K. Orbita mu je 19124 km u perigeju i 19133 km u apogeju. Orbitna inklinacija mu je 64,66°. Spacetrackov kataloški broj je 32393. COSPARova oznaka je 2007-065-A. Zemlju obilazi u 675,67 minuta. Pri lansiranju bio je mase kg.
Još dva Glonassa lansirana su u ovoj misiji. Više dijelova iz ove misije odvojilo se i kruže u srednjoj i visokoj orbiti, a više dijelova kružilo je u niskoj orbiti i vratilo se u atmosferu.

## Vanjske poveznice
- Glonass  Arhivirana inačica izvorne stranice od 18. lipnja 2006. (Wayback Machine) (rus.)
- Glonass Constellation Status (engl.)
- N2YO.com Search Satellite Database (engl.)
- Celes Trak SATCAT Format Documentation (engl.)
- Kunstman  Arhivirana inačica izvorne stranice od 12. kolovoza 2019. (Wayback Machine) Satellites in Orbit (engl.)